# Blomberg (Wittmundi járás)
Blomberg település Németországban, azon belül Alsó-Szászország tartományban. Lakosainak száma 1885 fő (2023. december 31.).

## Népesség
A település népességének változása:
| Lakosok száma | 1758 | 1793 | 1819 | 1904 | 1896 | 1885 |
|               | 2016 | 2017 | 2019 | 2021 | 2022 | 2023 |